# Bohu (häradshuvudort i Kina, Xinjiang Uygur Zizhiqu, lat 41,98, long 86,62)
Bohu (kinesiska: 博湖, 博湖镇) är en häradshuvudort i Kina. Den ligger i den autonoma regionen Xinjiang, i den nordvästra delen av landet, omkring 220 kilometer söder om regionhuvudstaden Ürümqi. Antalet invånare är 13 057. Befolkningen består av 6 387 kvinnor och 6 670 män. Barn under 15 år utgör 16,0 %, vuxna 15-64 år 75 %, och äldre över 65 år 7,0 %.
Runt Bohu är det ganska glesbefolkat, med 21 invånare per kvadratkilometer. Närmaste större samhälle är Yanqi, 9,8 km nordväst om Bohu. Trakten runt Bohu består till största delen av jordbruksmark.
Genomsnittlig årsnederbörd är 105 millimeter. Den regnigaste månaden är juni, med i genomsnitt 40 mm nederbörd, och den torraste är mars, med 2 mm nederbörd.